# Мещеряки (деревня)
Мещеряки (удм. Мешер) — деревня в Завьяловском районе Удмуртии. Входит в Каменское сельское поселение.

## География
Находится в 14 км к юго-востоку от центра Ижевска и в 7 км к юго-западу от Завьялово.

## История
Происхождение мишарей является предметом множества теорий. Одна из них предполагает, что мишари происходят от буртасов — предков татарского этноса, ассимилированных в процессе объединения с булгарами. Другая теория связана с финно-угорским народом перенявшего ислам и культуру
Мещеряки традиционно занимались земледелием и скотоводством, а также развивали ткачество и пчеловодство. 

## Население
Населения деревни Мещеряки в Завьяловском районе Удмуртской Республики составляет 417 человек (на 01.12.2024). Среди них 42 ребенка младше 6 лет, 49 подростков в возрасте от 7 до 17 лет, 50 человек в возрасте 18-29 лет, 179 взрослых от 30 до 60 лет и 91 пожилой человек старше 60 лет. Также в деревне проживают 6 долгожителей, которым более 80 лет.